# Cueta cridai
Cueta cridai is een insect uit de familie van de mierenleeuwen (Myrmeleontidae), die tot de orde netvleugeligen (Neuroptera) behoort. 
Cueta cridai is voor het eerst wetenschappelijk beschreven door Navás in 1915.